# Idiops cambridgei
Idiops cambridgei là một loài nhện trong họ Idiopidae.
Loài này thuộc chi Idiops. Idiops cambridgei được Ausserer miêu tả năm 1875.